# Matthias Santiago Staehle Greene
Matthias Santiago Staehle Greene (06.12.1975 in Esslingen am Neckar) ist ein deutsch-chilenischer Schriftsteller, Filmemacher und Pädagoge.

## Leben und Werk
Matthias Santiago Staehle, Sohn einer chilenischen Mutter und eines deutschen Vaters, wuchs in Süddeutschland zweisprachig deutsch und spanisch auf. Nach Abitur und Zivildienst studierte er ab 1999 in Hamburg an der Hochschule für bildende Künste (HfbK) und schloss das Studium 2005 mit einem Diplom ab. Als Meisterschüler von Wim Wenders gründete er die Plattform und Produktionsfirma Meerfilm. 2007 realisierte er den Kinofilm Mikrofan, der bei den 41. Hofer Filmtagen und anschließend bundesweit ins Kino (Dejavue Filmverleih) kam..
Von der Filmförderung Hamburg erhielt Matthias Santiago Staehle Drehbuchförderung für eine Coming-of-age-Geschichte, sowie wiederholt Förderung für die Präsentation seiner Filme auf vielen Filmfestivals, u. a. für Liebe oder Nichts (15 min.), der bei den 44. Hofer Filmtagen 2010 uraufgeführt wurde. Dieser Film ist Teil einer Trilogie. Außerdem zeigte er seine Videoarbeiten, Fotografien und Zeichnungen in verschiedenen Galerien.
Gefördert von der Ditze Stiftung für internationales Studieren verbrachte Staehle ab 2006 längere Zeit beim indigenen Volk der Mapuche in Chile. In diesen Jahren entstanden viele Kontakte, angefangen bei José Bengoa. Ein erstes Ergebnis dieser Annäherungen, mit dem Protagonisten Hugo Boulaleo Pichum, einem in Santiago lebenden Mapuche, den der Film zu seinen Ursprüngen im Süden von Chile begleitet, trägt den „einfachen“ Namen Mapuche – people of earth, wofür Mapuche in mapudungun steht. Matthias Santiago Staehle versteht und spricht diese Sprache.
Ab 2014 arbeitete er in Kitas als sozialpädagogischer Assistent und gab ab 2016 Filmworkshops für Jugendliche.
2019 war er Gewinner des Pollypreises für politische Lyrik (ehemals Lauter Niemand Preis) und damit verbunden die Veröffentlichung im Zweijahres Buch der politischen Lyrik 2019/2020. Weitere Veröffentlichungen in Anthologien und Literaturzeitschriften (u. a. Konkursbuch, Scharfseitig, Syltse, 8. Bubenreuther Literaturpreis).
2022 erschien der Gedichtband Meer, reif & verwegen – Mar, maduro y atrevido im Chili Verlag (ISBN 978-3-9495-1501-9). Beide Sprachversionen stammen vom Autor, und während die erste Hälfte des Gedichtbandes zuerst auf Deutsch entstand, wurde die zweite Hälfte zuerst in chilenischem Spanisch verfasst.
Von 1999 bis Anfang 2022 lebte Staehle in Hamburg und lebt jetzt in der Nähe von Stuttgart auf den Fildern (Ostfildern).
2023 erschien Im Anflug – on approach Bolañomania, trilingual Lyrik fragmentos (ISBN 978-3-9487-5080-0). Die Wortschöpfung „Bolañomania“ im Titel ist Hommage und Verweis auf den Autor Roberto Bolaño (1953–2003), der mit „nur“ 50 Jahren starb. Vom „aus Leidenschaft brennen und zu jung Sterben“ handelt auch Kapitel 3: Fire – Fügungen und Vergnügungen. Darüber hinaus sind viele Gedichte ein Anflug auf Chile, das Geburtsland von Bolaño und das Mutterland von Santiago Staehle. Liebe ist Manie heißt es in einer Zeile, aber was ist Manie? Diese Poesie ist fiebrig, gierig auf Leben und ebenso vorsichtig und neugierig am Suchen. Dabei versuchend Worte zu finden für das Empfinden von Liebe, Heimat, Traum und Tod.
2025 erschien Rote Sonnengänge – walking under a red sun (ISBN 978-3-8190-7764-7) mit Gedichten aus 2017 bis 2025. Das Cover basiert auf einem Bild von Francesco Locastro, gleichwohl Neuhäuser Jugendfreund von Santiago Staehle und mittlerweile erfolgreicher Künstler in Miami. Ausgehend davon ist dieser Gedichtband nun komplett zweisprachig in Deutsch und Englisch. Ebenso wie in den beiden ersten Gedichtbändern stammen alle Sprachversionen vom Autor selbst. Thematisch drehen sich die 8 Kapitel um Natur, Liebe und Politikkultur. Bis auf ein Gedicht, das 2019 bei Fixpoetry erschienen ist und den 3 Texten, für die Santiago Staehle 2019 der Pollypreis für politische Lyrik zugesprochen wurde, ist alles zuvor unveröffentlicht.
Santiago Staehle ist Mitglied der Galerie Genscher in Hamburg sowie des Kunstvereins Neuhausen auf den Fildern.

## Einzeltitel
- Meer, reif & verwegen – Mar, maduro y atrevido, Chili Verlag 2022, Verl, ISBN 978-3-949515-01-9
- Im Anflug – on approach Bolañomania, Moloko Print 2023, Magdeburg ISBN 978-3-948750-80-0
- Rote Sonnengänge – walking under a red sun, Rio pub @ epubli 2025, ISBN 978-3-8190-7764-7

## Anthologien und Literaturzeitschriften
- Zweijahresbuch der politischen Lyrik 2019/2020, edition bodoni, Buskow
- Auch so etwas gibt es – lustige Geschichten und Gedichte, Edition Dorante, Berlin 2020
- Konkursbuch – der die das Fremde, Tübingen 2021
- Mein heimliches Auge – Jahrbuch der Erotik 2021, Konkursbuch Tübingen
- Scharfseitig, Literaturmagazin, Leipzig 2021
- Syltse, Literaturzeitschrift, Krems (Österreich) 2022
- 8. Bubenreuther Literaturpreis 2022, Tredition, Ahrensburg
- Mein heimliches Auge – Jahrbuch der Erotik 2022, Konkursbuch Tübingen
- Konkursbuch – Arbeit, Tübingen 2022
- Konkursbuch – Freiheit, Tübingen 2024
- Konkursbuch – Schönheit, Tübingen 2025

## Auszeichnungen
- 2003: Einladung zum Debüt im Ersten Pitching beim Max Ophüls Preis
- 2006: Dietze Stipendium
- 2007: Drehbuchförderung der FFHSH Hamburg
- 2011: Nominiert für den Max Ophüls Preis mit „seine, meine Schuld“
- 2019: POLLY – Preis für politische Lyrik[2]